# Nectário de Egina
São Nectário de Egina (em grego:  Άγιος Νεκτάριος Αιγίνης), nascido como Anastásios Kefalás (em grego:  Αναστάσιος Κεφαλάς), foi o metropolita de Pentápolis. Também é conhecido como o Taumaturgo de Egina. Foi oficialmente reconhecido como um santo pelo Patriarcado Ecumênico de Constantinopla em 1961. Sua festa litúrgica é celebrada todos os anos no dia 9 de novembro.

## Vida
Anastasios Kephalas foi nascido no dia 1 de outubro de 1846 em Selybria (hoje Silivri, Istambul) no Império Otomano de uma família pobre. Seus pais Dimos e Maria Kephalas, eram cristãos devotos.
Aos 14 anos, se mudou para Constantinopla para trabalhar e estudar. Em 1866, com 20 anos, mudou-se para a ilha de Quio para assumir um cargo de professor. No dia 7 de novembro de 1876 tornou-se um monge, com 30 anos, no Mosteiro Novo, no qual ele tinha uma grande vontade de entrar numa vida ascética. 

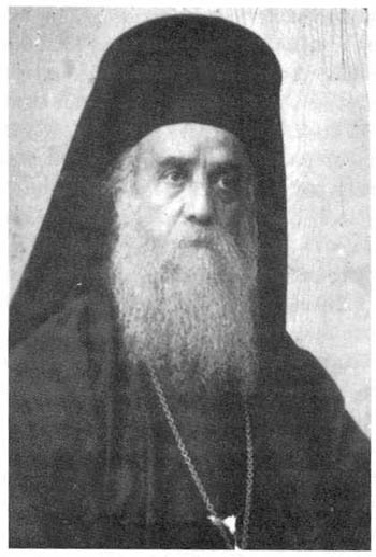
São Nectário de Egina em Rizario

Três anos após se tormar um monge, foi ordenado como diácono com o nome de Nectário. Graduou na Universidade de Atenas em 1885. Após sua graduação, Nectário se mudou para Alexandria, onde foi ordenado um sacerdote e serviu à Igreja de São Nicolau em Cairo. Foi consagrado Metropolita de Pentápolis (uma antiga diocese de Cirenaica, onde nos dias de hoje se localiza a Líbia) pelo Patriarca Sofrônio III de Constantinopla no ano de 1889.
Serviu como bispo em Cairo por um ano. Nectário era muito popular com a população local, o que gerou inveja entre seus colegas, que persuadiram seu superior a acreditar que Nectário tinha ambições de depor o Patriarca. Nectário foi suspenso de seu cargo sem nenhuma explicação. Nectário depois retornou à Grécia em 1891 e serviu como pregador de 1891 a 1894, depois assumiu a direção da Escola Eclesiástica de Rizarios para educar sacerdotes em Atenas por quinze anos. Durante os anos como diretor, desenvolveu diversos cursos e escreveu diversos livros enquanto pregava em toda Atenas.
Em 1904, Nectário estabeleceu o Mosteiro da Santíssima Trindade na ilha de Egina.
Nectário ordenou duas mulheres como diaconisas em 1911. Em 1986, Christodoulos, o metropolita de Demétrias e posteriormente arcebispo de Atenas, ordenou uma mulher diaconisa de acordo com o "ritual de São Nectário" (o antigo texto bizantino usado por Nectário).
Em dezembro de 1908, com 62 anos, Nectário largou o cargo de diretor e se mudou para o Convento da Santíssima Trindade em Egina, onde viveu pelo resto de sua vida como monge, onde escreveu, publicou, pregou e escutou confissões. Também ajudou nos jardins, carregou pedregulhos e ajudou na construção do monastério que foi financiado com suas próprias economias.
Nectário morreu no dia 8 de novembro de 1920, aos 74 anos, depois de uma internação por câncer de próstata e dois meses de tratamento. Seu corpo foi levado ao Mosteiro da Santíssima Trindade, onde foi enterrado pelo seu melhor amigo Savvas de Calímnos., que depois confeccionou o primeiro ícone de Nectário. Pessoas de todas as partes da Grécia e Egito foram ao seu funeral.

## Veneração
As relíquias de São Nectário foram removidas de seu túmulo no dia 2 de setembro de 1953 e estão localizadas no monastério que fundou em Egina. O reconhecimento oficial de Nectário como santo pelo Patriarcado Ecumênico de Constantinopla ocorreu no dia 20 de abril de 1961.

## Santo Sínodo do Patriarcado de Alexandria
No dia 15 de setembro de 1988, a Igreja Ortodoxa Grega de Alexandria restaurou a ordem eclesiástica de Nectário:
Alexandria, 15 de setembro de 1998
O Espírito Santo iluminou os membros reunidos do Santo Sínodo do Patriarcado de Alexandria e toda a África, sob a liderança de S.B. Pedro VII, Papa e Patriarca de Alexandria e de toda a África, mais de um século desde que São Nectário, o grande Mestre e Pai da Santa Igreja Ortodoxa Oriental foi expulso da Igreja de Alexandria, para chegar à seguinte decisão:
Levando em consideração a resolução da Igreja de colocar São Nectário entre os santos por causa de seus inúmeros milagres e sua aceitação na consciência religiosa dos cristãos ortodoxos em todo o mundo, apelamos à misericórdia do Deus sempre caridoso.
Por este meio restauramos a ordem eclesiástica do Santo do nosso Século, São Nectário, e concedemos a ele todos os devidos créditos e honras. Rogamos a São Nectário que nos perdoe, por mais indignos que sejamos, e aos nossos predecessores, nossos irmãos do Trono de Alexandria, pela oposição ao Santo e por tudo que, por fraqueza ou erro humano, nosso Santo Padre, Bispo de Pentápole, São Nectário, sofreu.
PEDRO VII, Pela Graça de Deus
Papa e Patriarca de Alexandria e toda a África.